# Kaluppe

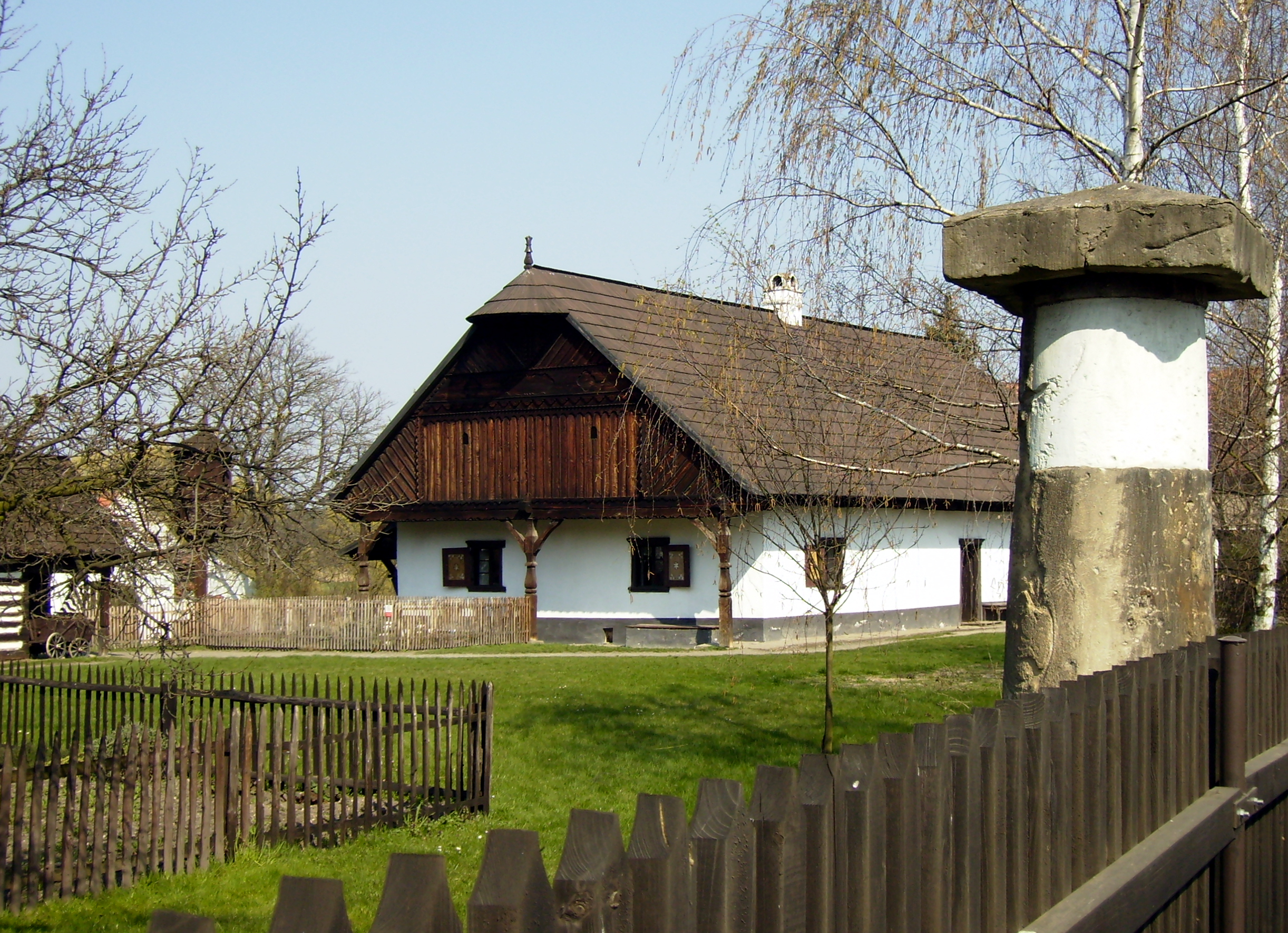
Chaluppe (altböhmisches Haus) im Museum für Volksarchitektur

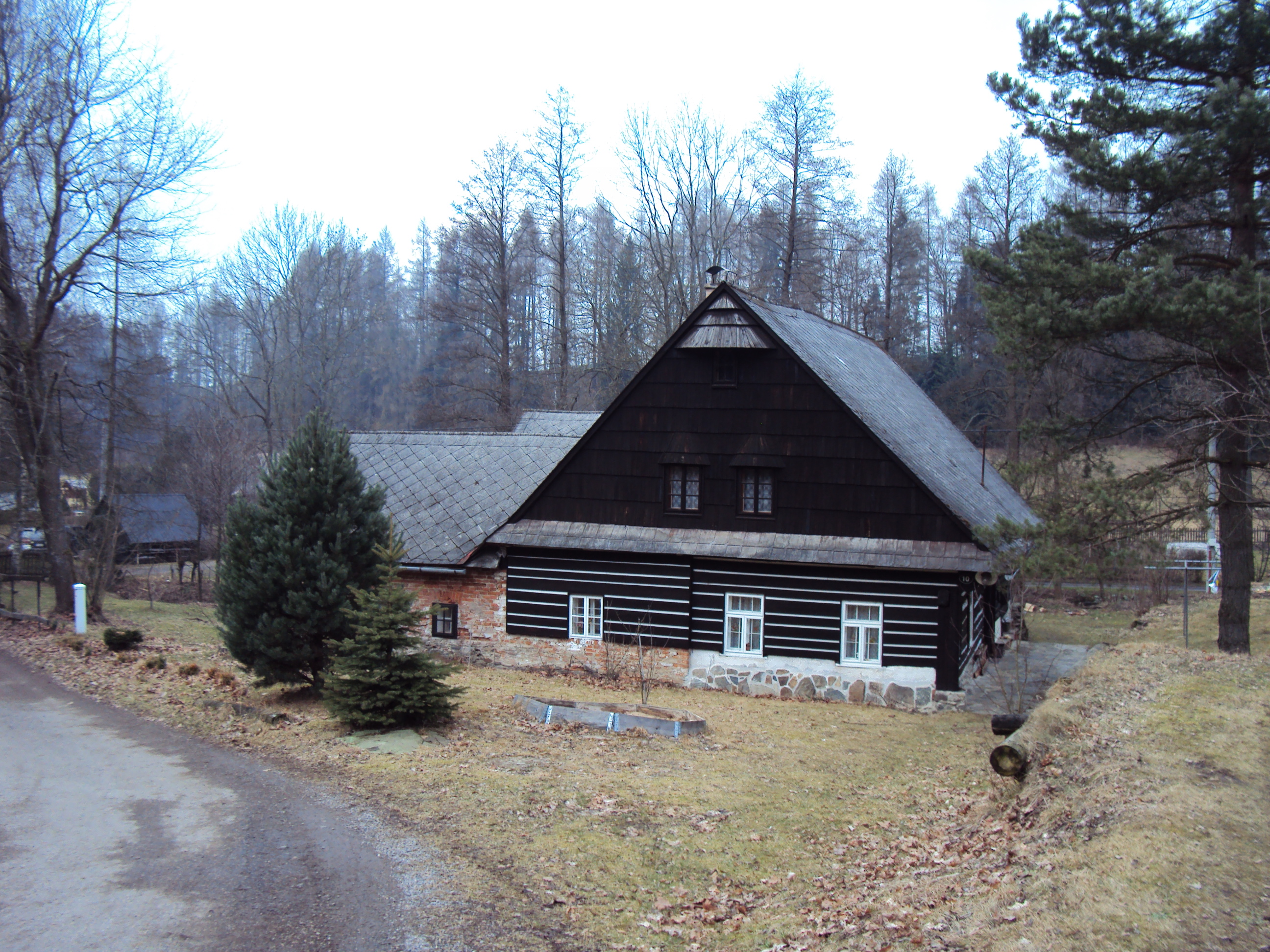
Chaluppe in Dolní Heřmanice

Kaluppe, auch Chaluppe, kommt vom westslawischen „chalupa“, welches ein einfaches Häuschen (Bauernhaus, Bauernhütte, Landhaus) mit Garten oder kleinem Acker zur Eigenversorgung bezeichnet. 
Daraus bildete sich im Volksmund das umgangssprachliche Kaluppe oder Kaluppbude für ein einfaches, schlecht oder leichtfertig gebautes Haus. Diese Bezeichnung ist heute vor allem im Österreichischen Deutsch gebräuchlich.
Im Sudetenland erscheint oft „Chalupner“ als Häusler, abgeleitet vom tschechischen chalupa = Hütte, bzw. chalupář = Häusler. Heute wird in Tschechien der Begriff chalupa häufig neben dem Wort chata als Bezeichnung für Wochenendhäuser verwendet, aber auch für kleinere Umgebindehäuser benutzt. 